# Svanå herrgård
Svanå herrgård är en herrgård i Svanå, Västerås kommun. Herrgården såldes till Asea 1916.
Herrgården byggdes i timmer på 1670-talet av Pontus Fredrik De la Gardie, en huvudbyggnad med högt säteritak och klocktorn samt med två envåningsflyglar. Inredningen i den södra gästflygeln, i rokoko och tidig gustaviansk stil, är väl bevarad. Runt gårdsmiljön finns ett smidesjärnstaket från bruket. Trappsteg utanför herrgården och lusthuset är gjutna 1824 i Nyhyttan, Norberg, som då ägdes av Svanå bruk.
Herrgården var under hundra år disponentbostad för Surahammars bruk. Herrgården såldes år 1916 till Asea. Herrgården användes under Aseas och ABB:s tid för representation. Under den tiden försågs herrgården med inredning och möbler från Ebba Brahes tid på uppdrag av Percy Barnevik. ABB sålde Svanå bruk med herrgård, skog och jordbruk 2005 till Det ägs sedan 2005 av AB Arvid Svensson Invest i Västerås.  Herrgården är öppen för bokning av sällskap upp till 150 personer.